# Peugeot 508
Peugeot 508 – samochód osobowy klasy średniej produkowany pod francuską marką Peugeot od 2010 roku. Od 2018 roku produkowana jest druga generacja modelu.

## Pierwsza generacja

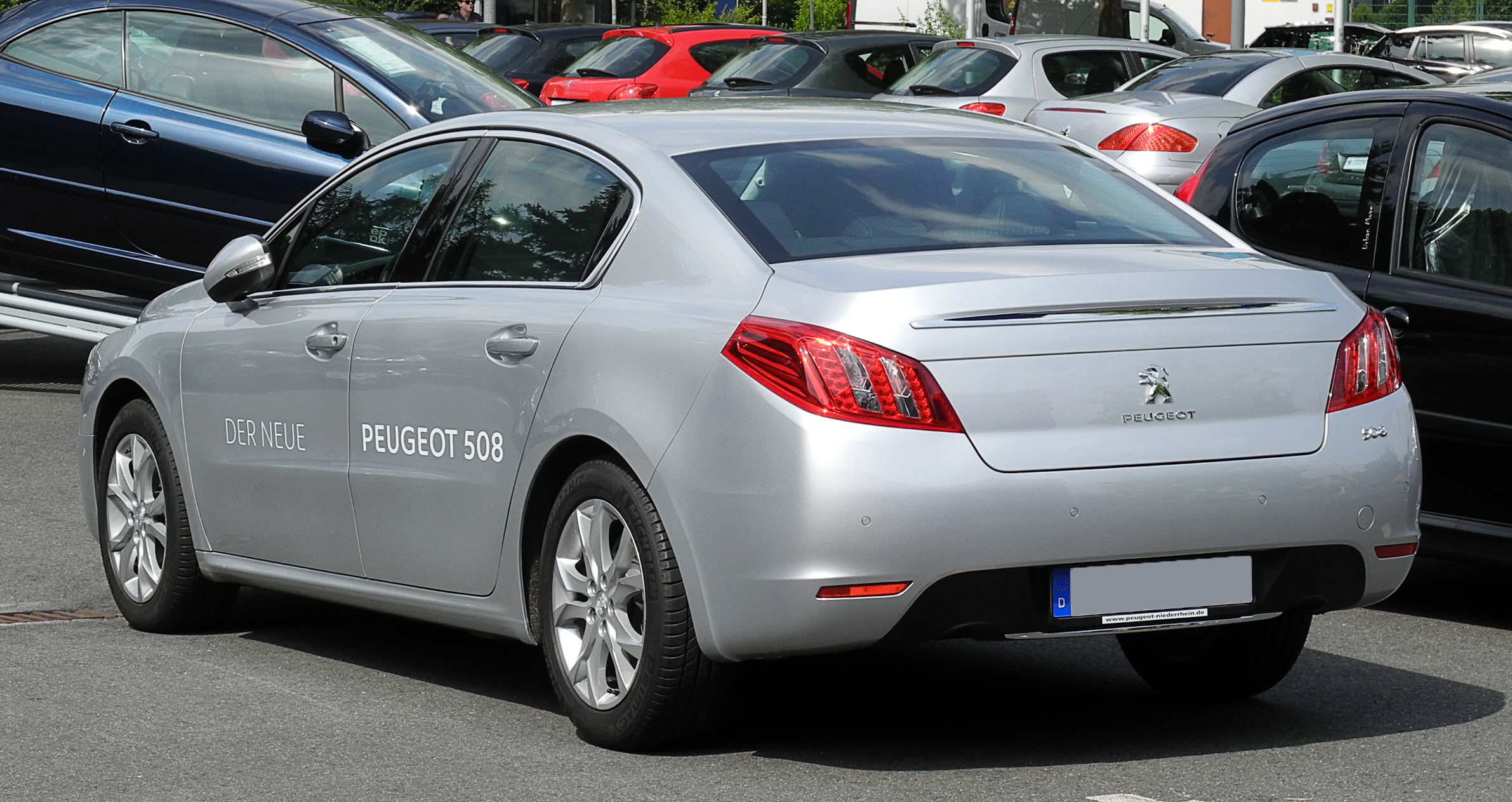
Peugeot 508 I – tył

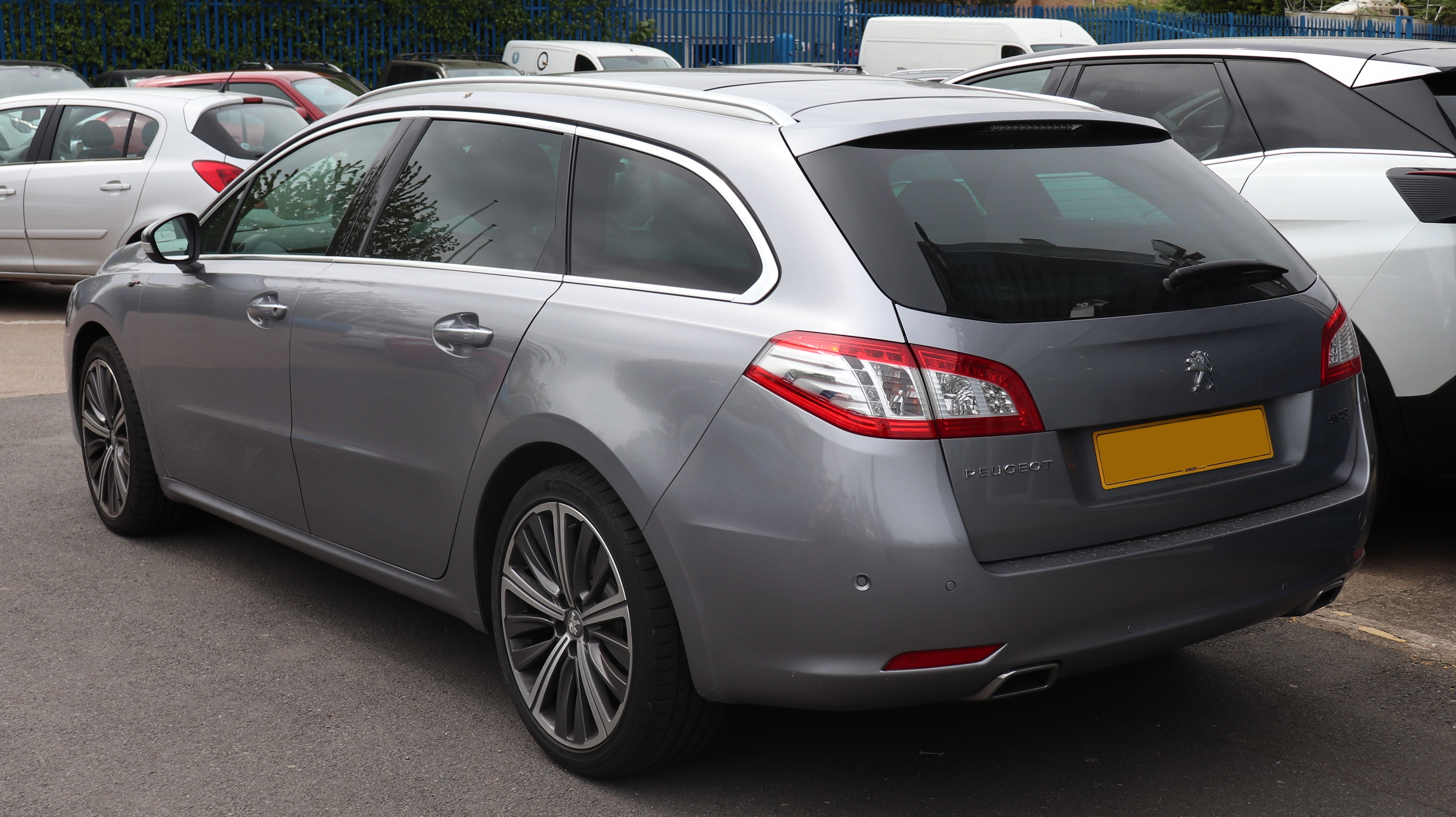
Peugeot 508 I SW

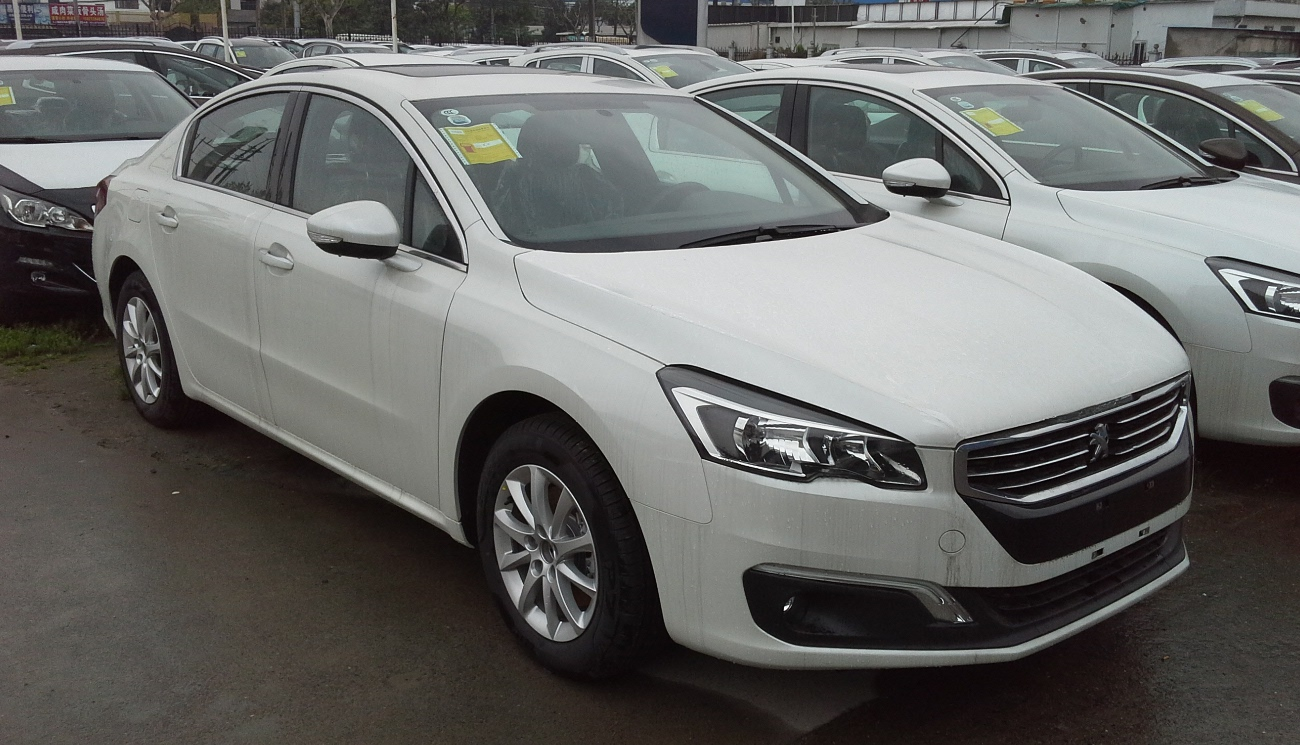
Peugeot 508 I po liftingu

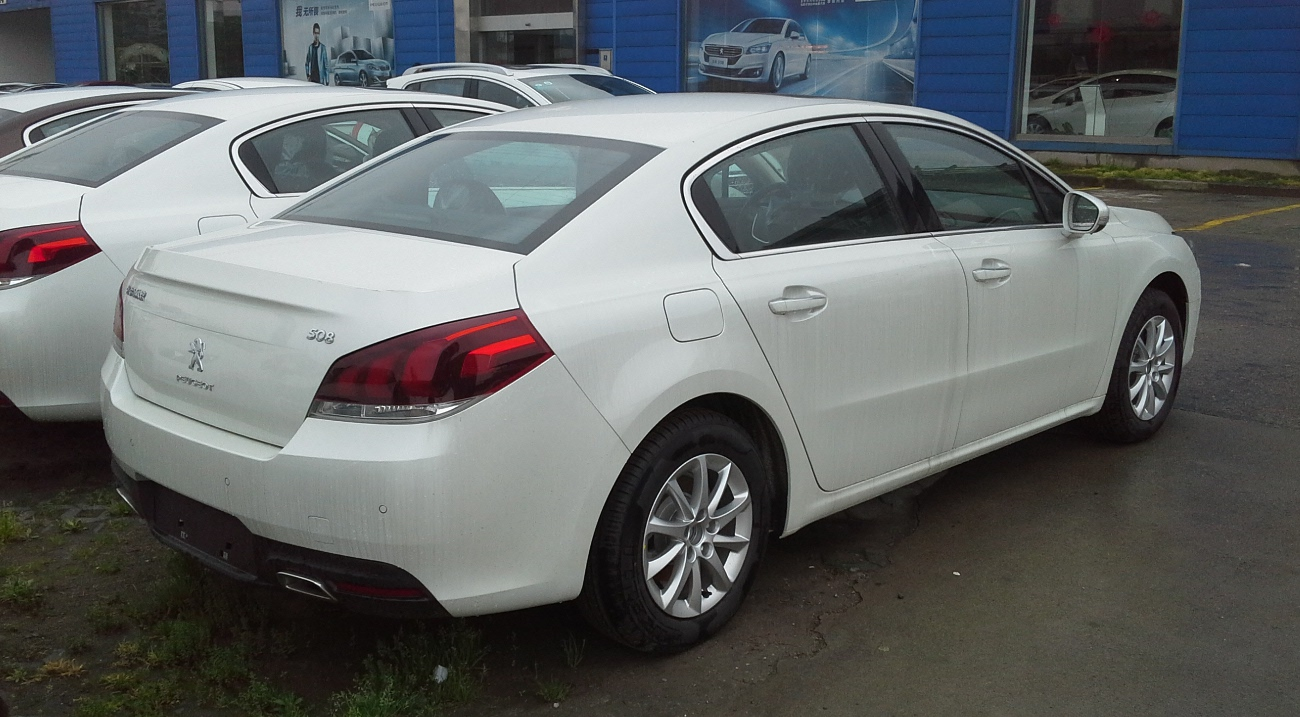
Peugeot 508 I – tył po liftingu

Peugeot 508 I został po raz pierwszy oficjalnie zaprezentowany podczas Międzynarodowego Salonu Samochodowego w Paryżu 30 września 2010 roku.
Samochód w europejskiej gamie marki zastąpił jednocześnie Peugeota 407 i większego Peugeota 607. 508 zbudowany został na płycie podłogowej Citroëna C5. Historycznie ma on nawiązywać do modelu 504, a koncepcyjnymi pierwowzorami modelu były prototypy "5 by peugeot", oraz SR1. Względem poprzedników znacznie poprawił się też wygląd. Dzięki dynamicznej sylwetce i wielu przetłoczeniom samochód wydaje się być optycznie lżejszy.

### Face Lifting
W 2014 roku samochód przeszedł face lifting. Auto otrzymało nową atrapę chłodnicy, zderzaki oraz reflektory w technologii LEDowej. W wersji sedan zmodyfikowano światła tylne. We wnętrzu pojawił się dotykowy ekran o przekątnej 7 cali. Ponadto samochód otrzymał bogatsze wyposażenie, lista obejmuje m.in. kamerę cofania i system monitorowania martwego pola, które przed modernizacją nie były dostępne.

### Zawieszenie
Samochód w przeciwieństwie do Citroëna C5, który wyposażony jest w zawieszenie wielowahaczowe z możliwością doposażenia w hydropneumatyczny system, posiada tradycyjne kolumny MacPhersona (tak jak konkurencja: Ford Mondeo czy VW Passat) z przodu oraz wielowahaczowe zawieszenie z tyłu. Wersja GT natomiast, którą można poznać po podwójnej rurze wydechowej, cechuje się również wielowahaczowym przednim zawieszeniem.

### Silniki
Benzynowe:
- 1.6 VTi 16V BMW/PSA PRINCE 120 KM
- 1.6 THP 16V BMW/PSA PRINCE 156 KM
- 1.8 VTi 16V PSA EW 140 KM
- 1.8 THP 16V BMW/PSA PRINCE 201 KM (Chiny)
- 2.0 VTi 16V PSA EW 147 KM (Chiny)
- 2.3 VTi 16V PSA EW 171 KM (Chiny)

Diesla:
- 1.6 HDi 16V PSA DW FAP 115 KM
- 2.0 HDi 16V PSA DW FAP 140 KM
- 2.0 HDi 16V PSA DW FAP 163 KM
- 2.0 BlueHDi 16V PSA DW 150 KM
- 2.0 BlueHDI 16V PSA DW 180 KM
- 2.2 HDi 16V PSA DW FAP 204 KM[8].

Hybryda Diesel/elektryczny:
- 508 RXH 200 KM/500 Nm – 2.0 HDi 16V 163 KM/300 Nm + elektryczny 37 KM/ 200 Nm
- skrzynia zautomatyzowana 6-biegowa
- masa własna 1770 kg
- przyspieszenie 0-100 kmh 8,8s
- prędkość maksymalna 213 km/h
- średnie spalanie 4,1 l/100 km
- zasięg w trybie EV – 4 km,prędkość maks. w trybie EV do 70 km/h

### Dane techniczne
| Wersja                | Silnik:                          | Układ zasilania:   | Średnica × skok tłoka: | Moc maksymalna:                    | Maks. moment obrotowy           | 0–100 km/h:        | V-max:             | Średnie zużycie paliwa na 100 km: |
| Silniki benzynowe:    | Silniki benzynowe:               | Silniki benzynowe: | Silniki benzynowe:     | Silniki benzynowe:                 | Silniki benzynowe:              | Silniki benzynowe: | Silniki benzynowe: | Silniki benzynowe:                |
| --------------------- | -------------------------------- | ------------------ | ---------------------- | ---------------------------------- | ------------------------------- | ------------------ | ------------------ | --------------------------------- |
| 1.6 VTI 120           | R4 1,6 l (1598 cm³), DOHC        | wtrysk             | 77,00 mm × 85,80 mm    | 120 KM (88 kW) przy 6000 obr./min  | 160 N•m przy 4250 obr./min      | 11,5 s             | 203 km/h           | 6,2 l                             |
| 1.6 THP 155           | R4 1,6 l (1598 cm³), DOHC, turbo | wtrysk             | 77,00 mm × 85,80 mm    | 156 KM (115 kW) przy 6000 obr./min | 240 N•m przy 1400 obr./min      | 8,8 s              | 218 km/h           | 6,8 l                             |
| 1.6 THP 155 Aut.      | R4 1,6 l (1598 cm³), DOHC, turbo | wtrysk             | 77,00 mm × 85,80 mm    | 156 KM (115 kW) przy 6000 obr./min | 240 N•m przy 1400 obr./min      | 9,3 s              | 220 km/h           | 7,1 l                             |
| Silniki wysokoprężne: |                                  |                    |                        |                                    |                                 |                    |                    |                                   |
| 1.6 HDi FAP 110       | R4 1,6 l (1560 cm³), DOHC, turbo | common rail        | 75,00 mm × 88,30 mm    | 115 KM (84 kW) przy 3600 obr./min  | 240 N•m przy 1500-3000 obr./min | 11,3 s             | 188 km/h           | 4,8 l                             |
| 1.6 e-HDi FAP 110     | R4 1,6 l (1560 cm³), DOHC, turbo | common rail        | 75,00 mm × 88,30 mm    | 112 KM (82 kW) przy 3600 obr./min  | 270 N•m przy 1750 obr./min      | 11,9 s             | 197 km/h           | 4,4 l                             |
| 2.0 HDi FAP 140       | R4 2,0 l (1997 cm³), DOHC, turbo | common rail        | 85,00 mm × 88,00 mm    | 140 KM (103 kW) przy 4000 obr./min | 320 N•m przy 2000 obr./min      | 9,8 s              | 210 km/h           | 4,8 l                             |
| 2.0 HDi FAP 160 Aut.  | R4 2,0 l (1997 cm³), DOHC, turbo | common rail        | 85,00 mm × 88,00 mm    | 163 KM (120 kW) przy 3750 obr./min | 340 N•m przy 2000-3000 obr./min | 9,2 s              | 226 km/h           | 5,7 l                             |
| 2.2 HDi FAP 200 Aut.  | R4 2,2 l (2179 cm³), DOHC, turbo | common rail        | 85,00 mm × 96,00 mm    | 204 KM (150 kW) przy 3500 obr./min | 450 N•m przy 2000-2750 obr./min | 8,2 s              | 234 km/h           | 5,7 l                             |

## Druga generacja

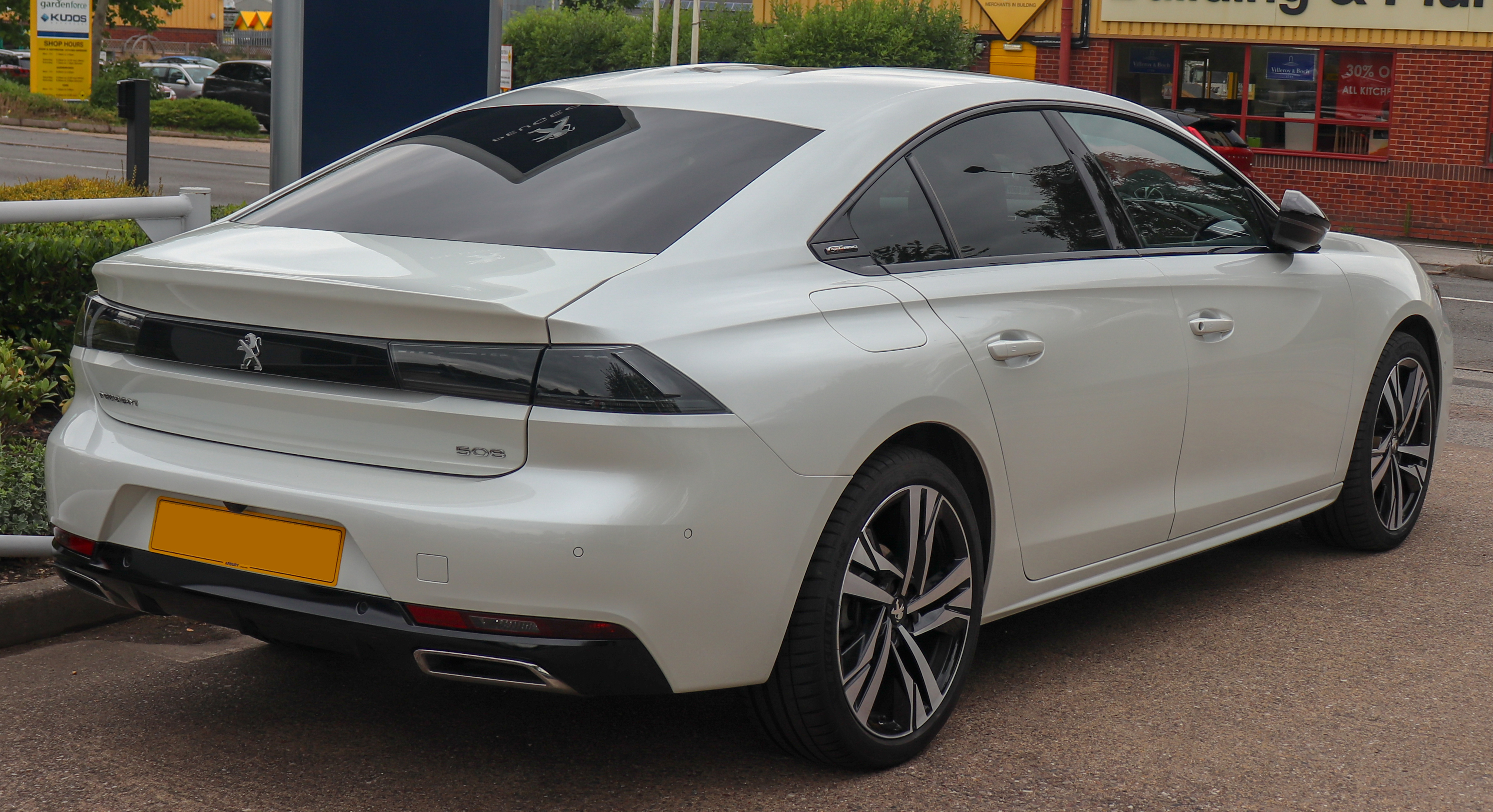
Peugeot 508 II – tył

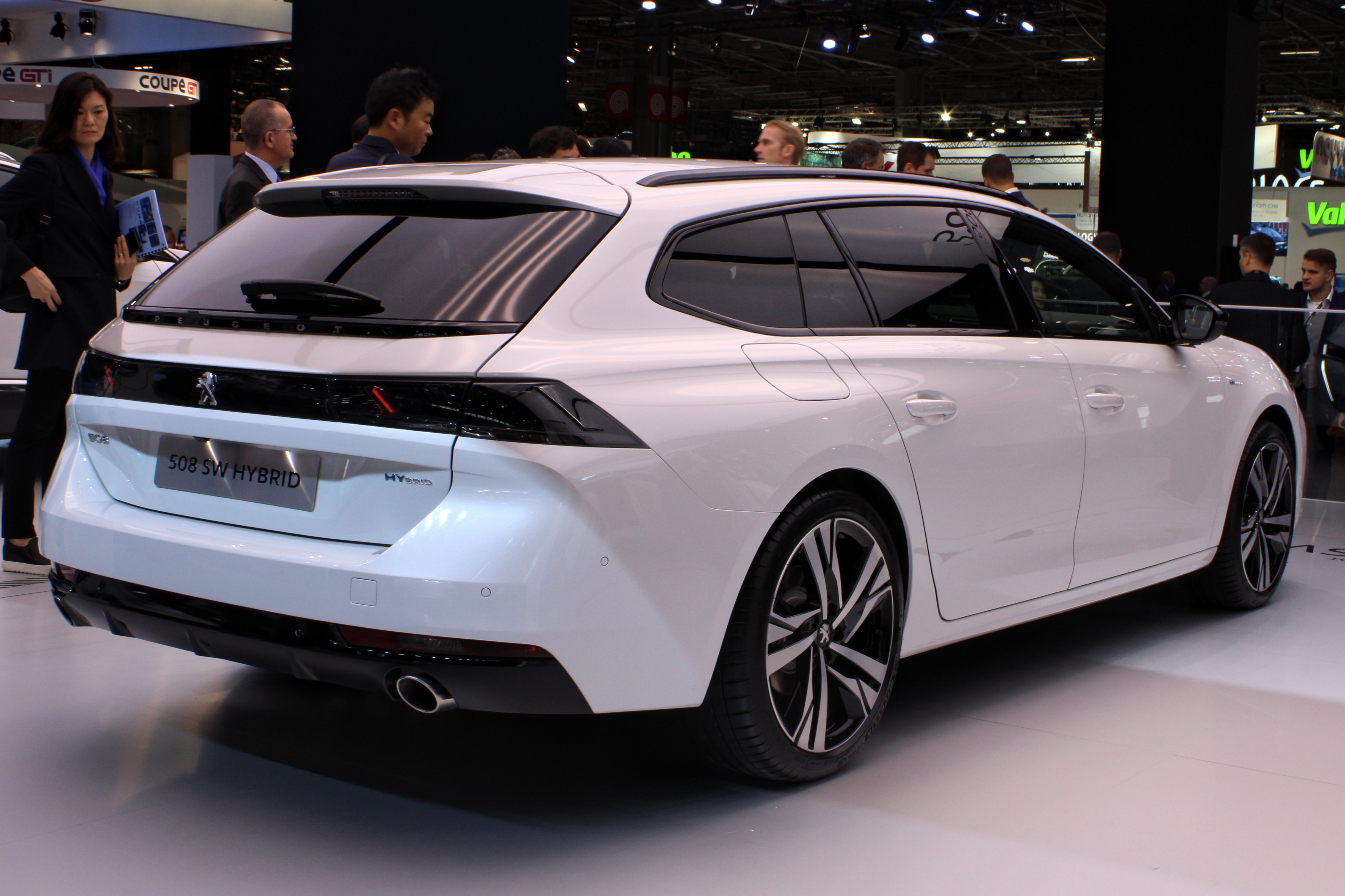
Peugeot 508 II SW

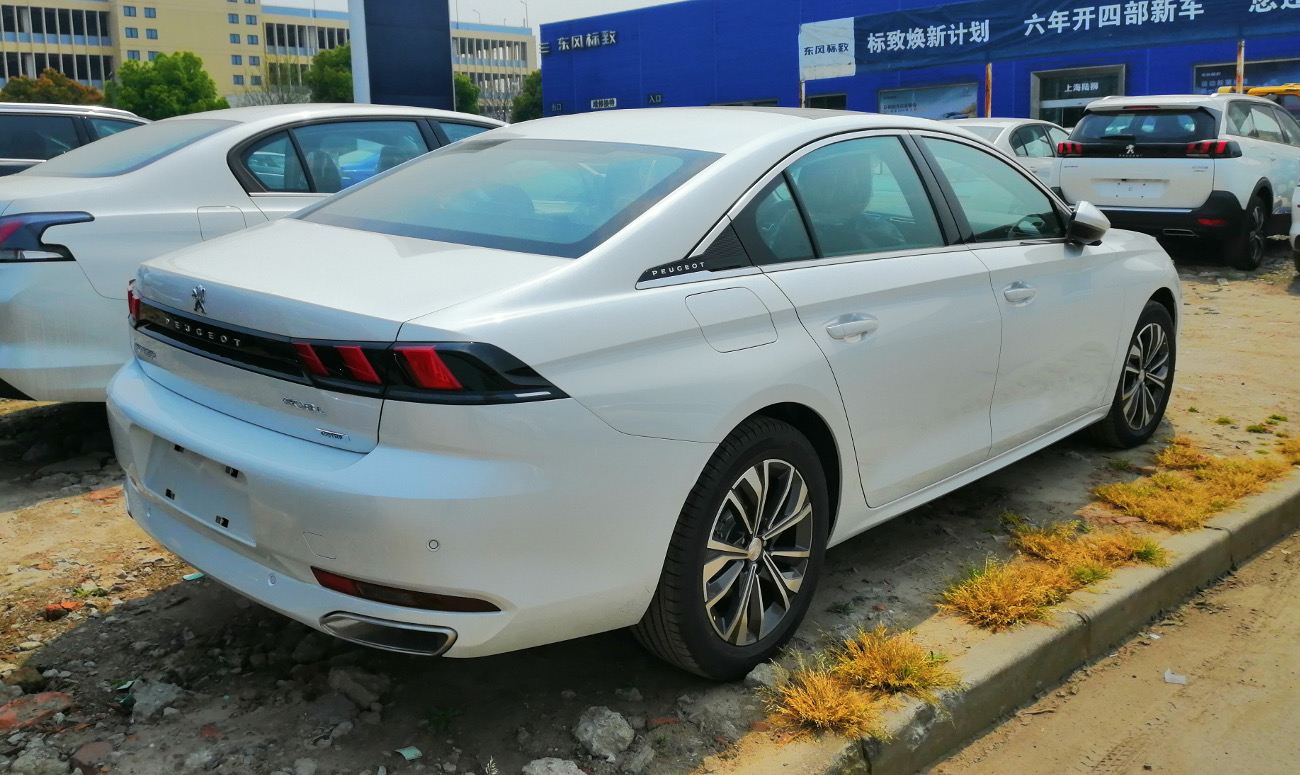
Peugeot 508 II Sedan

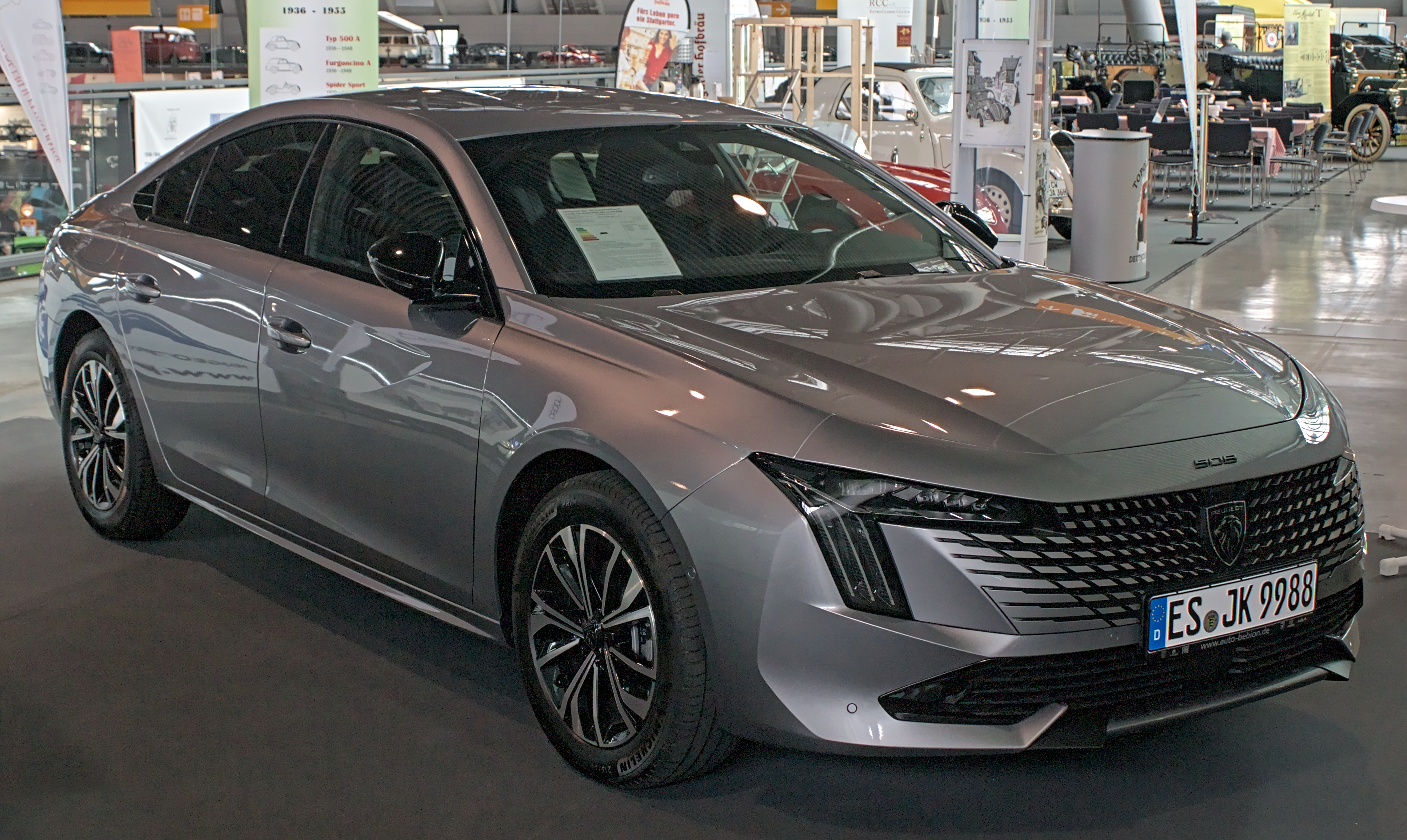
Peugeot 508 II po liftingu

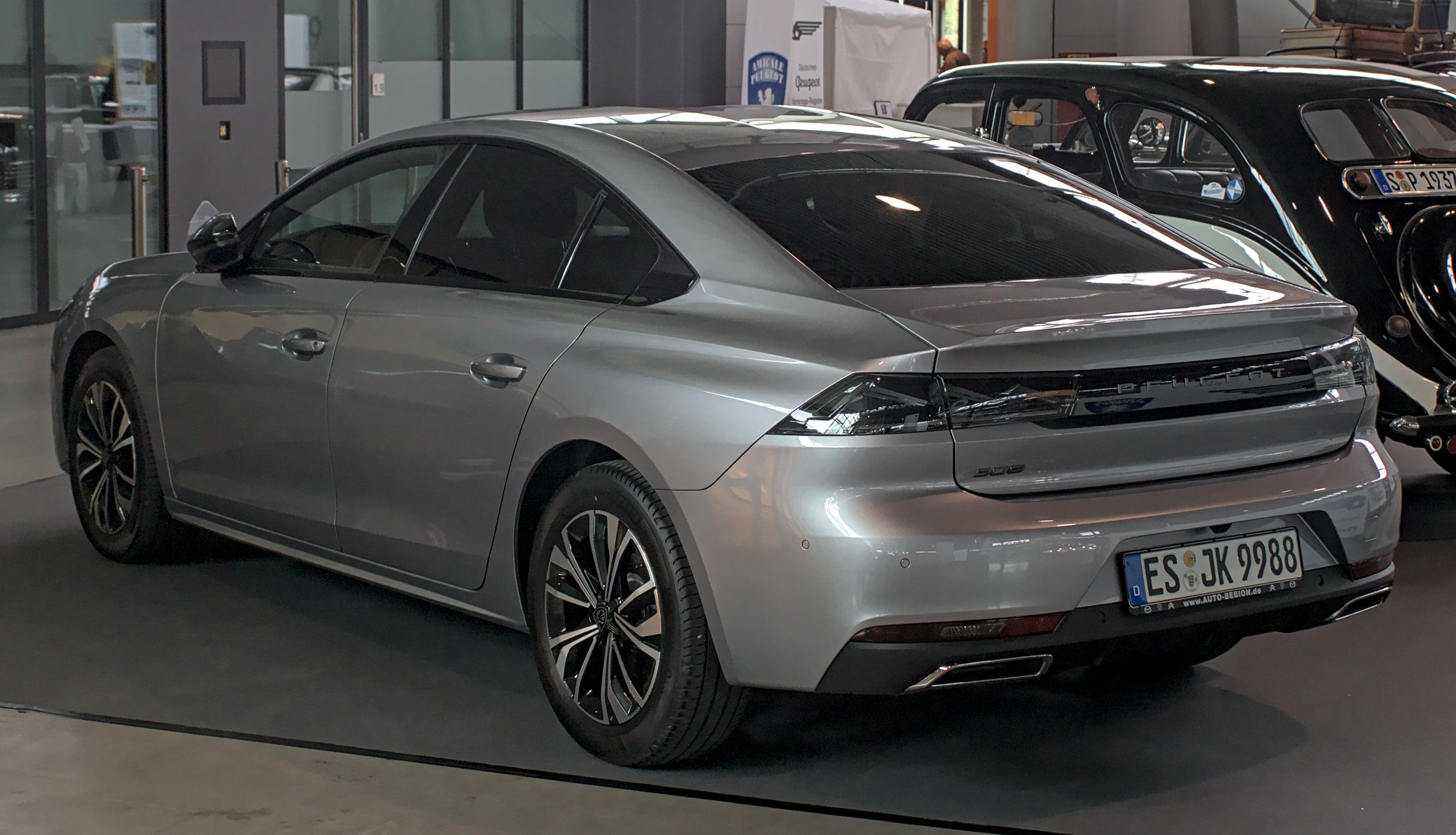
Peugeot 508 II – tył po liftingu

Peugeot 508 II zadebiutował oficjalnie po raz pierwszy podczas Geneva Motor Show w marcu 2018 roku.
Samochód przeszedł ogromną rewolucję na tle poprzednika. Zmieniły się proporcje nadwozia – samochód jest krótszy i szerszy. Drugiej generacji 508 nadano bardziej awangardowy design, którego znakiem rozpoznawczym są oryginalnie ulokowane światła do jazdy dziennej umieszczone na całej wysokości pasa przedniego prostopadle do reflektorów. Wnętrze utrzymano w typowym dla ostatnich modeli marki futurystycznym stylu nazywanym i-Cockpit. Dominującymi elementami deski rozdzielczej jest ekran dotykowy do sterowania funkcjami pojazdu, oryginalnie stylizowane przełączniki i spłaszczone u góry oraz dołu koło kierownicy. Podobnie do dotychczasowych modeli Peugeota, nowy 508 otrzymał także wysunięte zegary.
508 drugiej generacji w bazowej wersji w przeciwieństwie do poprzednika jest 5-drzwiowym lifbackiem, pierwszym takim nadwoziem w historii Peugeota. Jednakże, od 2019 roku specjalnie dla Chin i nowe 508 ponownie przyjmie także formę sedana z większym rozstawem osi pod nazwą 508 L. Chińska wersja jest też pozbawiona bezramkowych szyb – drzwi są standardowe.
Sprzedaż sztandarowego modelu marki ruszyła w połowie 2018 roku, wraz z wersją SW przedstawioną w maju tego samego roku.

### Lifting
W 2023 roku samochód przeszedł lifting. Pierwszą zmianą jest przeprojektowany przód nadwozia z zupełnie nowymi reflektorami oraz grillem, którzy upodobnił opisywany model do Peugeota 408. Uwagę zwracają także światła dzienne w kształcie potrójnego śladu pazurów zamiast dotychczasowych „kłów”. Gama odświeżonego 508 została również wzbogacona o nowy wzór 18-calowych felg oraz trzy dodatkowe kolory nadwozia (Biały Okenite, Niebieski Eclipse i Szary Titane). Zmiany przeprowadzone w kabinie są znacznie bardziej dyskretne niż na zewnątrz. Na wyposażeniu auta znalazł się nowy system multimedialny Peugeot i-Connect Advanced z 10-calowym ekranem dotykowym, a cyfrowy zestaw wskaźników zyskał nowe tryby wyświetlania. Ponadto, podobnie jak w nowszych modelach marki, na tunelu środkowym nie znajdziemy już tradycyjnej dźwigni automatu – zastąpił ją niewielki przełącznik. Usprawniono także funkcję masażu w przednich fotelach, dodając trzy nowe tryby, a na liście opcji pojawiły się nowe wzory tapicerki. Dwa lata po restylizacji, w 2025 roku, Peugeot ogłosił zakończenie produkcji modelu 508 bez planowania jego następcy. 